# Droga wojewódzka 458
Die Droga wojewódzka 458 (DW 458) ist eine 31 Kilometer lange Droga wojewódzka (Woiwodschaftsstraße) in der polnischen Woiwodschaft Opole. Diese Route verbindet Obórki mit Poppelau und der Droga krajowa 94. Sie führt durch die Powiate Brzeski und Opolski.

## Städte an der Droga wojewódzka 458
- Powiat Brzeski
  - Jankowice Wielkie
  - Czeska Wieś
  - Michałów
  - Ptakowice
  - Kantorowice
  - Lewin Brzeski
  - Skorogoszcz
- Powiat Opolski
  - Poppelau.

## Straßenverlauf
Woiwodschaft Opole
- Obórki (Schönfeld) (DW 401)
- Skorogoszcz (Schurgast) (DK 94)
- Skorogoszcz (Schurgast) (DK 94)
- Brücke ( Brücke von Mikolinie)
- Popielów (Poppelau) (DW 457)